# تپه انجرلی ۴
تپه انجرلی ۴ مربوط به عصر مفرغ تا اوایل عصر آهن است و در شهرستان اسفراین، بخش مرکزی، دهستان زرق آباد، ۷۵۰ متری شرق روستای انجرلی واقع شده و این اثر در تاریخ ۲۲ آبان ۱۳۸۶ با شمارهٔ ثبت ۱۹۹۸۴ به‌عنوان یکی از آثار ملی ایران به ثبت رسیده است.